# Zentralrat der Deutschen Sozialistischen Republik
Der Zentralrat der Deutschen Sozialistischen Republik war ein vom Ersten Allgemeinen Kongress der Arbeiter- und Soldatenräte Deutschlands im Dezember 1918 errichtetes Gremium zur Überwachung und zur Kontrolle des Rats der Volksbeauftragten. 
In dieser Funktion löste er den Berliner Vollzugsrat ab. In dem Gremium war dann allerdings nur die Mehrheitssozialdemokratische Partei Deutschlands vertreten, denn die Unabhängige Sozialdemokratische Partei Deutschlands boykottierte die Wahl, weil ihrer Forderung nach dem Recht des Zentralrats, Gesetzen des Rats der Volksbeauftragten vor ihrer Verkündung zuzustimmen oder sie abzulehnen, nicht entsprochen worden war.
Der Zentralrat wie auch der Rat der Volksbeauftragten begriffen sich selbst nur als vorläufige, revolutionäre Übergangsinstitutionen, die mit der Wahl einer Nationalversammlung und einer daraus hervorgehenden Regierung sich auflösen sollten. Vorsitzender war Max Cohen.
Am 4. Februar 1919 übertrug dann der Zentralrat seine Gewalt auf die Nationalversammlung.